# Kamerun-Post
Die Kamerun-Post war eine deutschsprachige Zeitung in der Kolonie Kamerun von 1912 bis 1914.

## Geschichte
Am 3. Oktober 1912 erschien die erste Ausgabe der Kamerun-Post. Chefredakteur war der Maschinensetzer Philipp Waizmann, weitere Mitarbeiter waren die Schriftsetzer Otto Franz und Emil Nestmann.
Die Zeitung enthielt vor allem Nachrichten über die Kolonien Kamerun und Togo sowie über das politische Geschehen in der Region und in Deutschland und einige weitere Beiträge.
Sie blieb die einzige deutschsprachige Zeitung in den beiden Kolonien neben den offiziellen Amtsblättern, sie konnte aber keine übermäßig große Resonanz erlangen.
Von August 1914 sind die letzten Ausgaben bekannt.